# What Just Happened
What Just Happened (Algo pasa en Hollywood en España, Los realizadores en Colombia y México y Malos muchachos en Argentina), es una comedia dramática satírica dirigida por Barry Levinson y protagonizada por Robert De Niro. Fue realizada de forma independiente y lanzada en octubre de 2008 antes de ser estrenada en el Festival de cine de Cannes de 2008.
La película está basada en el libro What Just Happened? Bitter Hollywood Tales from the Front Line de Art Linson, guionista de la película. Robert De Niro interpreta a un productor de Hollywood que intenta mantener su dignidad profesional envuelto en la maquinaria de los grandes estudios.

## Recibimiento
De acuerdo a 113 reseñas recolectadas por Rotten Tomatoes, en febrero de 2009 la película recibió un 53% de críticas negativas, un 5,8/10. Una de las críticas indicaba: "What Just Happened tiene algunos momentos cómicos de inspiración, pero a este golpe a Hollywood le faltan toques satíricos".

## Reparto y personajes
- Robert De Niro – Ben
- Stanley Tucci – Scott Solomon
- John Turturro – Dick Bell
- Kristen Stewart – Zoe
- Robin Wright – Kelly
- Catherine Keener – Lou Tarnow
- Moon Bloodgood - Laura
- Bruce Willis – Bruce Willis
- Sean Penn – Sean Penn
- Michael Wincott – Jeremy Brunell
- Mark Ivanir – Johnny
- Jacques Maroun – Taxista
- Alex Norca – Guardia
- Tifany Scott – Asistente ejecutivo
- Jolie Brady – Mejor amiga de Zoe